# Partido Social-Democrata (Japão)
Partido Social Democrata (em japonês, 社会民主党 Shakai Minshu-tō, abreviado 社民党 Shamin-tō, SDPJ) do Japão é um partido político que defende a criação de um Japão social-democrata.

## História
Atualmente se define como um partido de orientação social-democrata. Foi fundado em 1996 pelos legisladores de esquerda do extinto Partido Socialista Japonês (PSJ), que foi o maior partido de oposição do Japão em 55 anos. 
O PSJ gozava de um curto período de participação do governo 1993-1994 e, posteriormente, formou um governo de coalizão com o Partido Liberal Democrata (PLD) do primeiro-ministro Tomiichi Murayama (a partir do PSJ) 1994-1996. Após a sua derrota eleitoral em 1996, ele perdeu o membros mais moderados do Partido Democrático do Japão (PDJ) em 1998. partir de 2005, possui doze representantes nas duas câmaras.

## Resultados eleitorais

### Eleições legislativas
| Data | M. Uninominal | M. Uninominal | M. Uninominal | M. Uninominal | M. Proporcional | M. Proporcional | M. Proporcional | M. Proporcional | Deputados | +/-     | Status   |
| Data | CI.           | Votos         | %             | +/-           | CI.             | Votos           | %               | +/-             | Deputados | +/-     |          |
| ---- | ------------- | ------------- | ------------- | ------------- | --------------- | --------------- | --------------- | --------------- | --------- | ------- | -------- |
| 1946 | 3.º           | 10 069 907    | 18,2 / 100,0  |               |                 |                 |                 |                 | 96 / 464  |         | Oposição |
| 1947 | 2.º           | 7 203 050     | 26,3 / 100,0  | 8,1           | 144 / 466       | 48              | Governo         |                 |           |         |          |
| 1949 | 3.º           | 4 129 794     | 13,5 / 100,0  | 12,8          | 48 / 466        | 96              | Oposição        |                 |           |         |          |
| 1952 | 2.º           | 8 001 745     | 22,6 / 100,0  | 9,1           | 116 / 466       | 68              | Oposição        |                 |           |         |          |
| 1953 | 2.º           | 9 194 548     | 26,6 / 100,0  | 4,0           | 138 / 466       | 22              | Oposição        |                 |           |         |          |
| 1955 | 2.º           | 10 812 906    | 29,3 / 100,0  | 2,7           | 156 / 467       | 18              | Oposição        |                 |           |         |          |
| 1958 | 2.º           | 13 155 715    | 33,1 / 100,0  | 3,8           | 167 / 467       | 11              | Oposição        |                 |           |         |          |
| 1960 | 2.º           | 10 839 130    | 27,4 / 100,0  | 5,6           | 144 / 467       | 23              | Oposição        |                 |           |         |          |
| 1963 | 2.º           | 11 906 766    | 29,0 / 100,0  | 1,6           | 144 / 467       | Estável         | Oposição        |                 |           |         |          |
| 1967 | 2.º           | 12 826 104    | 27,9 / 100,0  | 1,1           | 140 / 486       | 4               | Oposição        |                 |           |         |          |
| 1969 | 2.º           | 10 074 101    | 21,4 / 100,0  | 6,5           | 90 / 486        | 50              | Oposição        |                 |           |         |          |
| 1972 | 2.º           | 11 478 742    | 21,9 / 100,0  | 0,5           | 118 / 491       | 28              | Oposição        |                 |           |         |          |
| 1976 | 2.º           | 11 713 009    | 20,7 / 100,0  | 1,2           | 123 / 511       | 5               | Oposição        |                 |           |         |          |
| 1979 | 2.º           | 10 643 450    | 19,7 / 100,0  | 1,0           | 107 / 511       | 16              | Oposição        |                 |           |         |          |
| 1980 | 2.º           | 11 400 747    | 19,3 / 100,0  | 0,4           | 107 / 511       | Estável         | Oposição        |                 |           |         |          |
| 1983 | 2.º           | 11 065 082    | 19,5 / 100,0  | 0,2           | 112 / 511       | 5               | Oposição        |                 |           |         |          |
| 1986 | 2.º           | 10 412 584    | 17,2 / 100,0  | 2,3           | 85 / 512        | 27              | Oposição        |                 |           |         |          |
| 1990 | 2.º           | 16 025 473    | 24,4 / 100,0  | 7,2           | 136 / 512       | 51              | Oposição        |                 |           |         |          |
| 1993 | 2.º           | 9 687 588     | 15,4 / 100,0  | 9,0           | 70 / 511        | 66              | Governo         |                 |           |         |          |
| 1996 | 5.º           | 1 240 649     | 2,2 / 100,0   | 13,2          | 5.º             | 3 547 240       | 6,4 / 100,0     |                 | 15 / 500  | 55      | Governo  |
| 2000 | 4.º           | 2 315 235     | 3,8 / 100,0   | 1,6           | 6.º             | 5 603 680       | 9,4 / 100,0     | 3,0             | 19 / 480  | 4       | Oposição |
| 2003 | 4.º           | 1 708 672     | 2,9 / 100,0   | 0,9           | 5.º             | 3 027 390       | 5,1 / 100,0     | 4,3             | 6 / 480   | 13      | Oposição |
| 2005 | 4.º           | 996 007       | 1,5 / 100,0   | 1,4           | 5.º             | 3 719 522       | 5,5 / 100,0     | 0,4             | 7 / 480   | 1       | Oposição |
| 2009 | 4.º           | 1 376 739     | 2,0 / 100,0   | 0,5           | 5.º             | 3 006 160       | 4,3 / 100,0     | 1,2             | 7 / 480   | Estável | Governo  |
| 2012 | 8.º           | 451 762       | 0,8 / 100,0   | 1,2           | 8.º             | 1 420 790       | 2,4 / 100,0     | 1,9             | 2 / 480   | 5       | Oposição |
| 2014 | 8.º           | 419 347       | 0,8 / 100,0   | Estável       | 7.º             | 1 314 441       | 2,5 / 100,0     | 0,1             | 2 / 475   | Estável | Oposição |
| 2017 | 7.º           | 634 719       | 1,2 / 100,0   | 0,4           | 7.º             | 941 324         | 1,7 / 100,0     | 0,8             | 2 / 465   | Estável | Oposição |